# 韦尔农附近圣科隆布
韦尔农附近圣科隆布（法語：Sainte-Colombe-près-Vernon，法語發音：[sɛ̃t kɔlɔ̃b pʁɛ vɛʁnɔ̃]）是法国厄尔省的一个市镇，位于该省东部，属于埃夫勒区。

## 地理
韦尔农附近圣科隆布（49°5'47"N, 1°20'18"E）面积2.69 平方千米，位于法国诺曼底大区厄尔省，该省份为法国北部内陆省份，北起滨海塞纳省，西接奧恩省和卡爾瓦多斯省，南至厄尔-卢瓦省，东临瓦兹省、瓦兹河谷省和伊夫林省。
与韦尔农附近圣科隆布接壤的市镇（或旧市镇、城区）包括：圣欧班叙加永、维莱苏巴约勒、拉沙佩勒隆格维尔、尚布赖、欧特伊-欧图耶、尚珀纳尔。

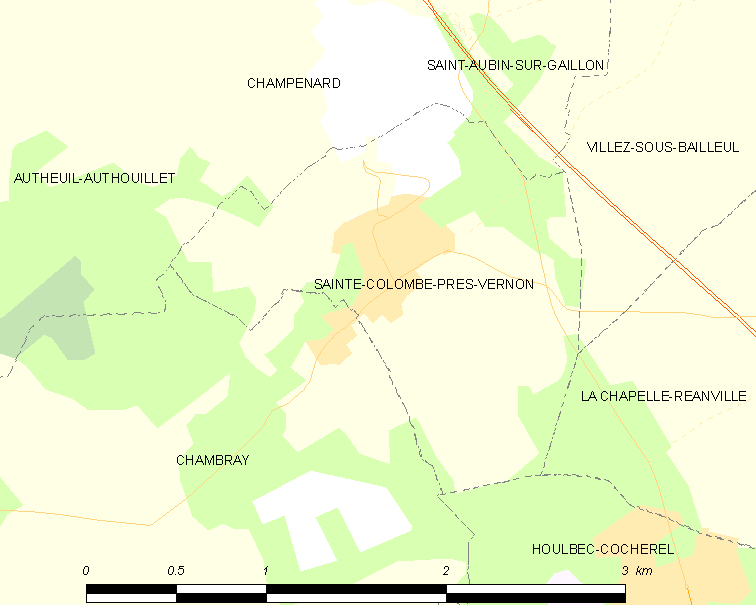
韦尔农附近圣科隆布的OSM定位图

韦尔农附近圣科隆布的时区为UTC+01:00、UTC+02:00（夏令时）。

## 行政
韦尔农附近圣科隆布的邮政编码为27950，INSEE市镇编码为27525。

## 政治
韦尔农附近圣科隆布所属的省级选区为厄尔河畔帕西县。

## 人口

1962-2008年间韦尔农附近圣科隆布人口变化图示

韦尔农附近圣科隆布于2022年1月1日时的人口数量为310人。